# Улица ковачи (Сарајево)
| Ковачи   | Ковачи  |
| -------- | ------- |
|          |         |
| Почетак  | Крачуле |
| Крај     | Плоче   |
| Дужина   | 1000 m  |
| Ширина   | 8 m     |
| Створена |         |
| Названа  |         |
|          |         |
|          |         |
| Ковачи   |         |

Ковачи је пешачка улица у близини Башчаршије у Сарајеву. Поплочана је калдрмом и ту се налазе радње са старим занатима, али и кафанице и чајџинице за предах.

### О Улици
Током историје улица није мењала назив. Име потиче од старих занатлија ковача. Сваки град, па и село имало је своје коваче, поткиваче и коларе, као и дрводеље. Ковачи и поткивачи обрађивали су гвожђе. Гвожђе се користило за израду гвоздених предмета неопходних у свакодневном животу и у животу скоро свих занатлија. Наравно да су и обављали разне поправке, нарочито у периоду пољопривредних радова. На почетку улице се налази истоимени Хотел Ковачи на броју 12.

## Суседне улице
- Халибашића
- Јековац

## Сувенири
У старој улици Ковачи могуће је купити сувенире: џезве, филџане, ибрике, разне предмете од лима у старим продавницама које се баве овим занатима од давнина.
- Обртничко лимарска радња, Ковачи 30
- Израда џезви и филџана
- Израда традиционалних предмета од дрвета
- Казанџијска радња

## Галерија
- Биртија, Ковачи 5
- Ковачи 5
- Ковачи
- Чајџиница